# Sarah Zadrazil
Sarah Zadrazil, född 19 februari 1993 i Bad Ischl, är en österrikisk fotbollsspelare (mittfältare) som spelar för Bayern München i Frauen-Bundesliga och det österrikiska landslaget. Hon var en del av det landslag som spelade Europamästerskapet i England år 2022.